# Mährische Grenzbahn
A k.k. privilegierte Mährische Grenzbahn (MGB) egy vasúttársaság volt az egykori Ausztriában, melynek vonalai a mai Csehország területén voltak.  A társaság fővonala  az Altvatergebirge-től délre vezetett Sternberg-től Mährisch Schönberg-en át a porosz határ melletti Lichtenau-ig.

## Története
1871. szeptember 11-én a Klein fivérek cég, Eduard Oberleithner, Karl Oberleithner, Alois Schulz, Ignaz Seidl, Carl Siegl sen., Franz Leischner urak és a Hielle & Dietrich cég "engedélyt kapott egy gőzüzemű vasút megépítésére és üzemeltetésére Sternbergtől összeköttetéssel mährisch-schlesischen Nordbahn-hoz Mährisch-Neustadt, Mährisch Schönberg, Hannsdorf és Grulich felé összeköttetéssel a porosz határ melletti Eisenbahnlinie Wildenschwert–Mittelwalde-vel".
A Mährische Grenzbahn-t 1872. március 3-án alapították meg.
1883. augusztus 1-jétől az MGB vonalain az üzemeltetést a cs. kir. osztrák Államvasutak  (k.k. österreichischen Staatsbahnen, kkStB) végezte. A társaságot 1895-ben államosították. A járműpark és a vonalak a kkStB birtokába kerültek.

## A vonalak
- Hohenstadt–Zöptau (1872. június 1-jén vásárolta)
- Blauda–Nieder Lipka (1873. október 5.)
- Sternberg–Mährisch Schönberg (1873. október 15.)
- Nieder Lipka–Lichtenau (1874. január 14.)

## Fordítás
- Ez a szócikk részben vagy egészben  a   Mährische Grenzbahn című német Wikipédia-szócikk fordításán alapul.  Az eredeti cikk szerkesztőit annak laptörténete sorolja fel. Ez a jelzés csupán a megfogalmazás eredetét és a szerzői jogokat jelzi, nem szolgál a cikkben szereplő információk forrásmegjelöléseként. - Az eredeti szócikk forrásai szintén ott találhatóak.